# Ferdinand Beit (Politiker)
Ferdinand Hermann Georg Beit (* 19. April 1858 in Hamburg; † 27. November 1928) war ein deutscher Unternehmer, Politiker der Deutschen Demokratischen Partei (DDP) und Mitglied der Hamburgischen Bürgerschaft.

## Leben
Ferdinand Beits gleichnamiger Vater Ferdinand Beit sen. (1817–1870) war ein promovierter Arzt, Chemiker und Hamburger Unternehmer. Unter „Beit & Co.“ gründete er die „Beit & Philippi“-Chilesalpeterfabrik und spätere chemische Fabrik für Buch- und Steindruckfarben in Hamburg-Winterhude am Goldbekkanal. Weiterhin war er Teilhaber der „Elbhütten-Affinier- und Handelsgesellschaft“, aus der er 1866 die „Beitsche Silberscheide“ herauslöste und mit Hilfe der Norddeutschen Bank in die „Norddeutsche Affinerie AG“, die heutige Aurubis, wandelte. Ebenfalls beteiligte er sich an der Gründung der Badische Anilin- & Soda-Fabrik AG (BASF), die 1924 in der I.G. Farben AG aufging.

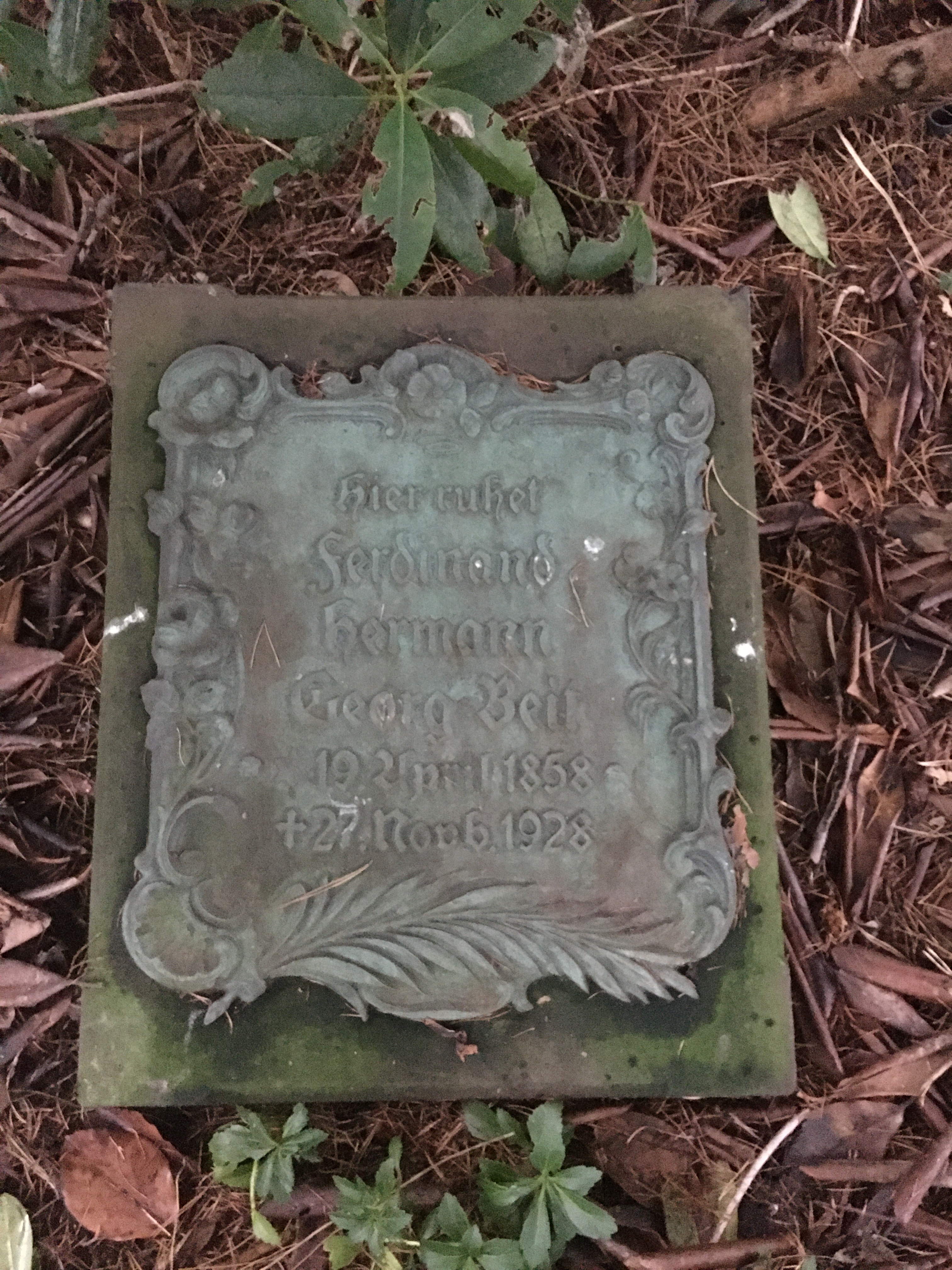
Grabplatte in der Familiengrabstätte auf dem Friedhof Ohlsdorf im Planquadrat T 25

Seine Mutter Johanna (1829–1915) war die Tochter des Mannheimer Bankiers Seligmann Ladenburg. Sein Cousin war der britisch-südafrikanische Gold- und Diamantenmagnat und spätere Mäzen Alfred Beit.
Ferdinand Beit jun. besuchte die Realschule des Reformpädagogen Wichard Lange. Er lernte nach der Schulzeit für drei Jahre im Export- und Importhauses „Philippi & Speyer“. Nach seiner Militärzeit als „Einjährig-Freiwilliger“, die er in Altona absolvierte, verließ er für längere Zeit Deutschland und stieg bei seiner Rückkehr in das Export- und Importgeschäft seines Vaters ein. 1885 wurde er Investor bei den Unternehmungen von Heinrich Alfred Michahelles. Zehn Jahre später gründeten die beiden Gesellschafter in Schulau eine große Zuckerraffinerie  mit eigenem Bahnanschluss und Elbanleger, die innerhalb weniger Jahre 500 Arbeiter beschäftigte. Zur Erleichterung der Produktion wurde 1901 eine der ersten elektrischen Zahnradbahnen, die Zahnradbahn Zuckerfabrik Schulau in Betrieb genommen.

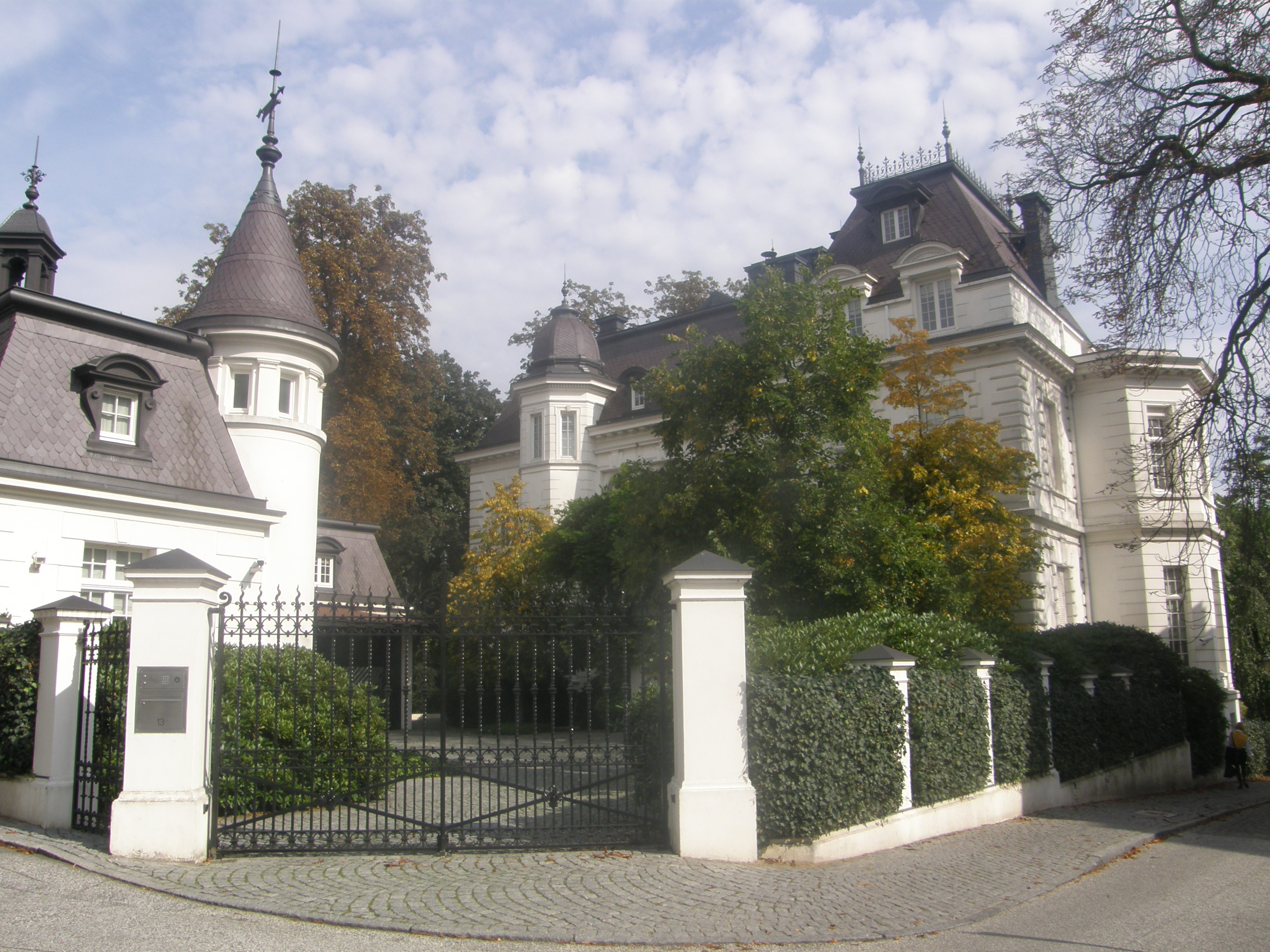
Villa Beit: Eingangsbereich an der Milchstraße

Ferdinand Beit bewohnte nach dem Tod seiner Mutter Johanna die 1890/1891 von Martin Haller errichtete Villa Beit Milchstraße Ecke Harvestehuder Weg in Hamburg-Pöseldorf. Er wurde in der Familiengrabstätte auf dem Friedhof Ohlsdorf beigesetzt.

## Politik
Beit engagierte sich im „Verein Hamburger Bürger zu St. Georg von 1886“. Dort war er in den 1890er Jahren ein Streiter gegen den aufkommenden Antisemitismus. In St. Georg war der führende Hamburger Antisemit und spätere Reichstagsabgeordnete Friedrich Raab einer seiner Gegenspieler. Im Jahr 1900 unterlag er ihm in einer Stichwahl um den Vorsitz des Bürgervereins. Daraufhin verließ er den Verein mit der Begründung: „Ein liberaler Mann aber, der auf politische Ehre hält, muss einem solchen Verein den Rücken kehren.“
Beit wurde das erste Mal 1895 in die Hamburgische Bürgerschaft gewählt. Die Wahlparole war Neues Blut – nach den bei der Hamburger Choleraepidemie von 1892 gemachten Erfahrungen. Zunächst war er Mitglied der linken Fraktion, als diese jedoch immer mehr nach rechts rückte, verließ er sie und wurde Mitbegründer der Vereinigten Liberalen und später der Deutschen Demokratischen Partei (DDP).  Im März 1919 wurde er für die DDP Mitglied in der ersten Hamburgischen Bürgerschaft der Weimarer Republik. Beit saß dort für seine Partei bis 1924.

## Ehrungen
Im Hamburger Stadtteil St. Georg wurde 1948 die ehemalige „Hohe Straße“ in Ferdinand-Beit-Straße umbenannt.